# Augustus Stroh
Pour les articles homonymes, voir Stroh (homonymie).
Johannes Matthias Augustus Stroh (Jean Matthias Auguste Stroh ; 1828-1914) est l'inventeur du violon à pavillon (à Londres, en 1899).
Il a également inventé plusieurs sortes d'instruments à cordes mécaniquement amplifiés divers et variés, en utilisant les mêmes techniques que celles des phonographes : un cornet (ou "pavillon", ou "trompette") sert à amplifier et à orienter le son dans la direction voulue (vers le phonographe pour faciliter l'enregistrement, par exemple). Auguste Stroh est un précurseur de l'enregistrement sur disque de cire (premiers phonographes).

## Inventions d'Auguste Stroh
- le violon à pavillon (1899)
- l'ukulélé à cornet
- un phonographe à cylindre de cire (1878)